# Magda Janssen

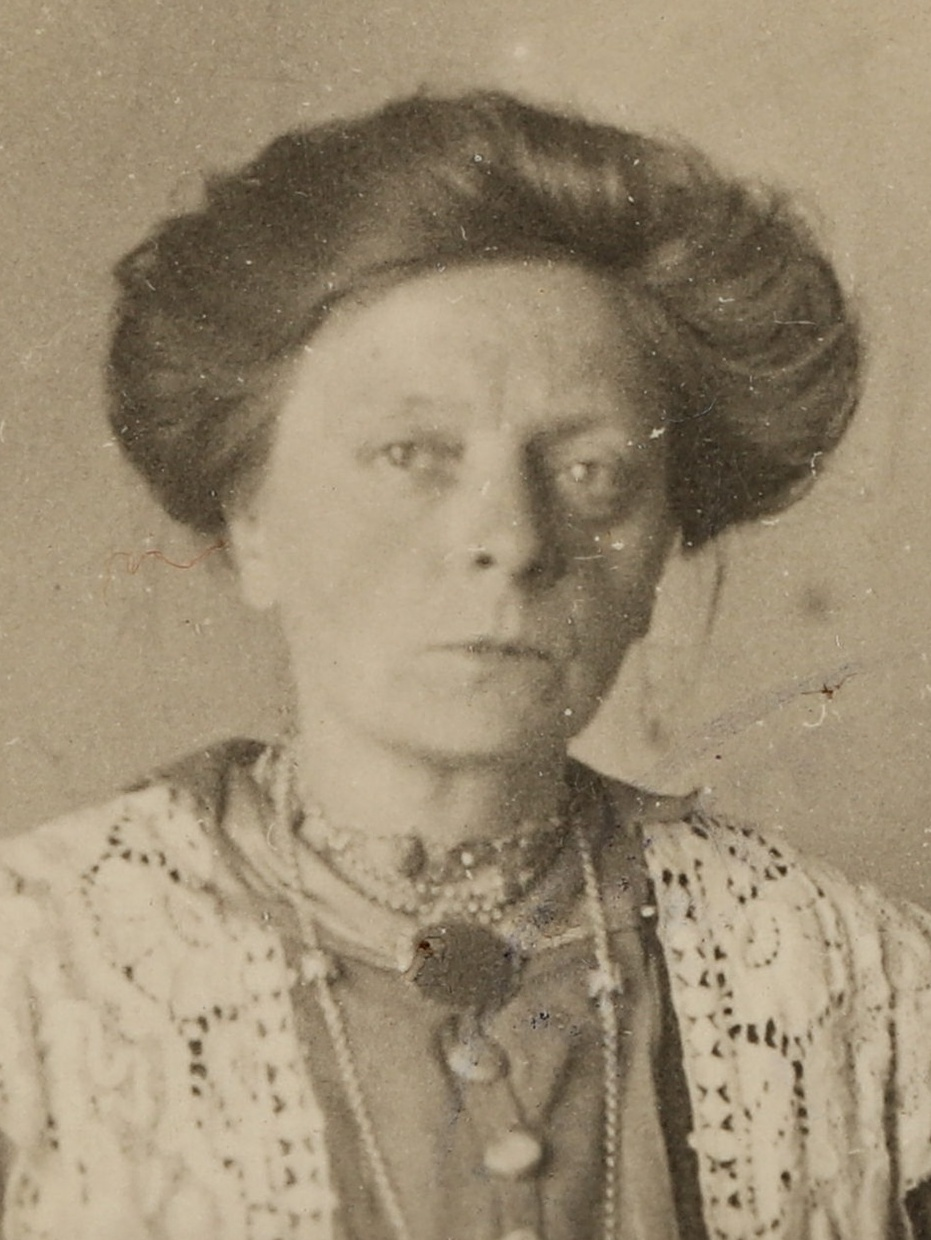
Magda Janssen um 1900, Foto aus ihrem Staatsangehörigkeitsausweis

Magda Janssen (geboren am 16. Februar 1874 in Paris als Magdalena Christiana Janssen; gestorben am 23. April 1946 in Herrsching am Ammersee) war eine deutsche Schriftstellerin und literarische Übersetzerin.

## Leben und Wirken
Magda Janssen wurde als Tochter des deutschen Kaufmanns Matthias Lebrecht Rudolph Janssen (1838–1895) und dessen Ehefrau Elisabeth, geb. Röbe, in Paris geboren. Über ihre Kindheit und Jugend ist wenig bekannt. Sie wuchs mit zwei Schwestern und einem Bruder auf. Als ihr Vater im Jahr 1895 starb, lebte die Familie bereits in Berlin. Aus der Heiratsurkunde ihres Bruders Rudolf Léon (* 1878) geht hervor, dass die verwitwete Mutter im Jahr 1906 in Solln bei München ansässig war.

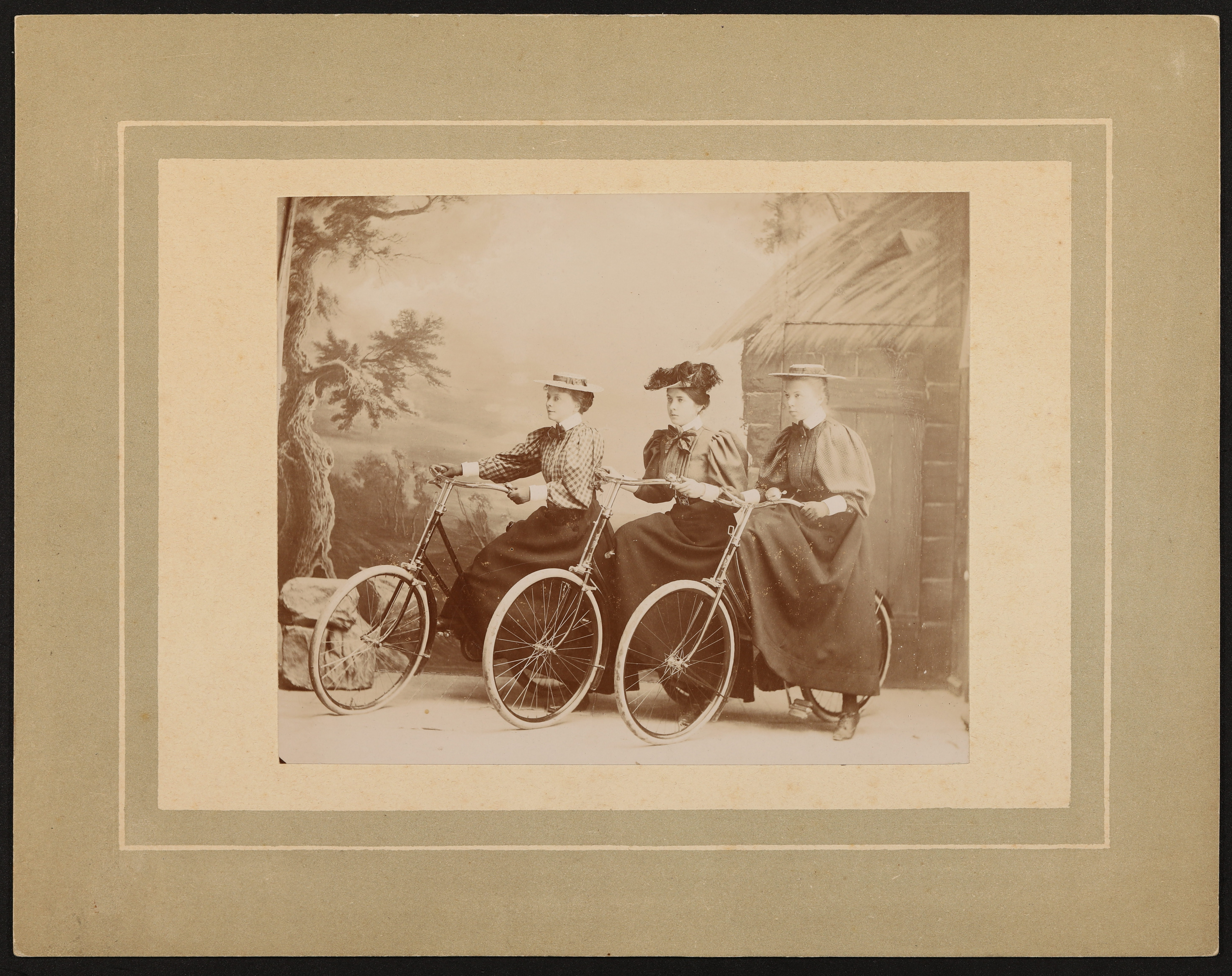
Magda Janssen (links) mit ihren beiden Schwestern auf Damenrädern, Foto von Ezio Benigni (1863–1938)

Bereits früh wandte sich Magda Janssen der Literatur zu und machte sich sowohl als Schriftstellerin als auch als literarische Übersetzerin einen Namen. Zu ihren eigenen Werken zählen unter anderem das Dichterporträt Karl Henckell. Ein Dichterbild (1911) sowie das „Liebestrauerspiel“ Der Brautgang (1912). Bei Letzterem handelt es sich um ein relativ kurzes Stück, mit wenigen handelnden Figuren, angelegt im 12. Jahrhundert. Hauptfiguren sind der Burgherr Chevalier, seine Tochter Jolande, 16 Jahre alt und Baudoin, ein junger Grafensohn. Chevalier, unzufrieden mit der Wahl seiner Tochter, zwingt Baudoin als Bedingung für seine Einwilligung in diese Ehe, die Braut Jolande einen besonders steilen Berg hochzutragen, ohne innezuhalten. Boudin gelingt diese Prüfung zwar, doch bricht er oben angekommen, tot zusammen, seine Braut stirbt mit ihm. 
1914 gründete Magda gemeinsam mit ihren Schwestern Sophia (* 1872, Musikerin) und Maria (* 1876, Plastikerin) in Solln bei München ein Marionettentheater, welches sich durch moderne und anspruchsvolle Stückeauswahl und Aufführungsstil auszeichnete. So führten sie das durch Sophia aus dem Französischen übersetzte und neu bearbeitete Stück Kreidekreis auf, noch vor der Bearbeitung durch Klabund. 
Neben ihrer schriftstellerischen Tätigkeit war Janssen in den 1920er Jahren vor allem als Übersetzerin tätig und übertrug bedeutende Werke der französischen Literatur ins Deutsche. Zu ihren Übersetzungen gehören Voltaires Die Jungfrau (1920), die Biografie der Frau von Pompadour von Edmond und Jules de Goncourt (1922), Peronnik der Einfältige von Émile Souvestre (1922) sowie die Liebes-Sonette der italienischen Dichterin Gaspara Stampa (1922). Daneben betätigte sie sie sich hin und wieder auch journalistisch, etwa für die Münchner Neuesten Nachrichten.
Janssen stand im Austausch mit anderen Literaturschaffenden ihrer Zeit, wie ein erhalten gebliebener Brief von Emma Haushofer-Merk aus dem Jahr 1915 und weitere Korrespondenzen aus ihrem Nachlass belegen. Es existieren ebenfalls Belege für den Kontakt zu Ricarda Huch:

Dokumente/Schriftstücke
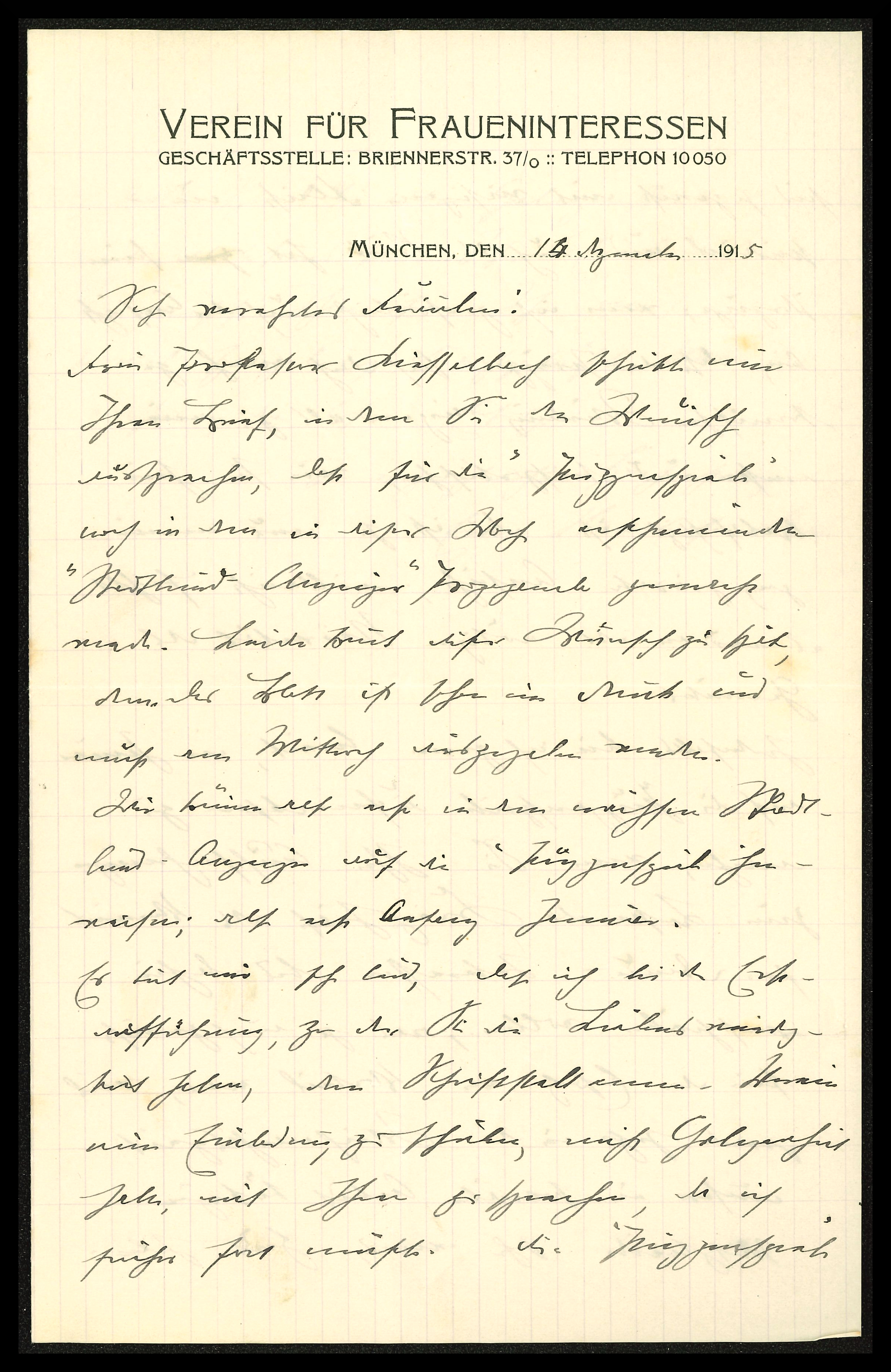
Brief von Emma Haushofer-Merk an Magda Janssen v. 14. Dezember 1915
Vorderseite einer Postkarte von Ricarda Huch an Magda Janssen
Rückseite einer Postkarte von Ricarda Huch an Magda Janssen
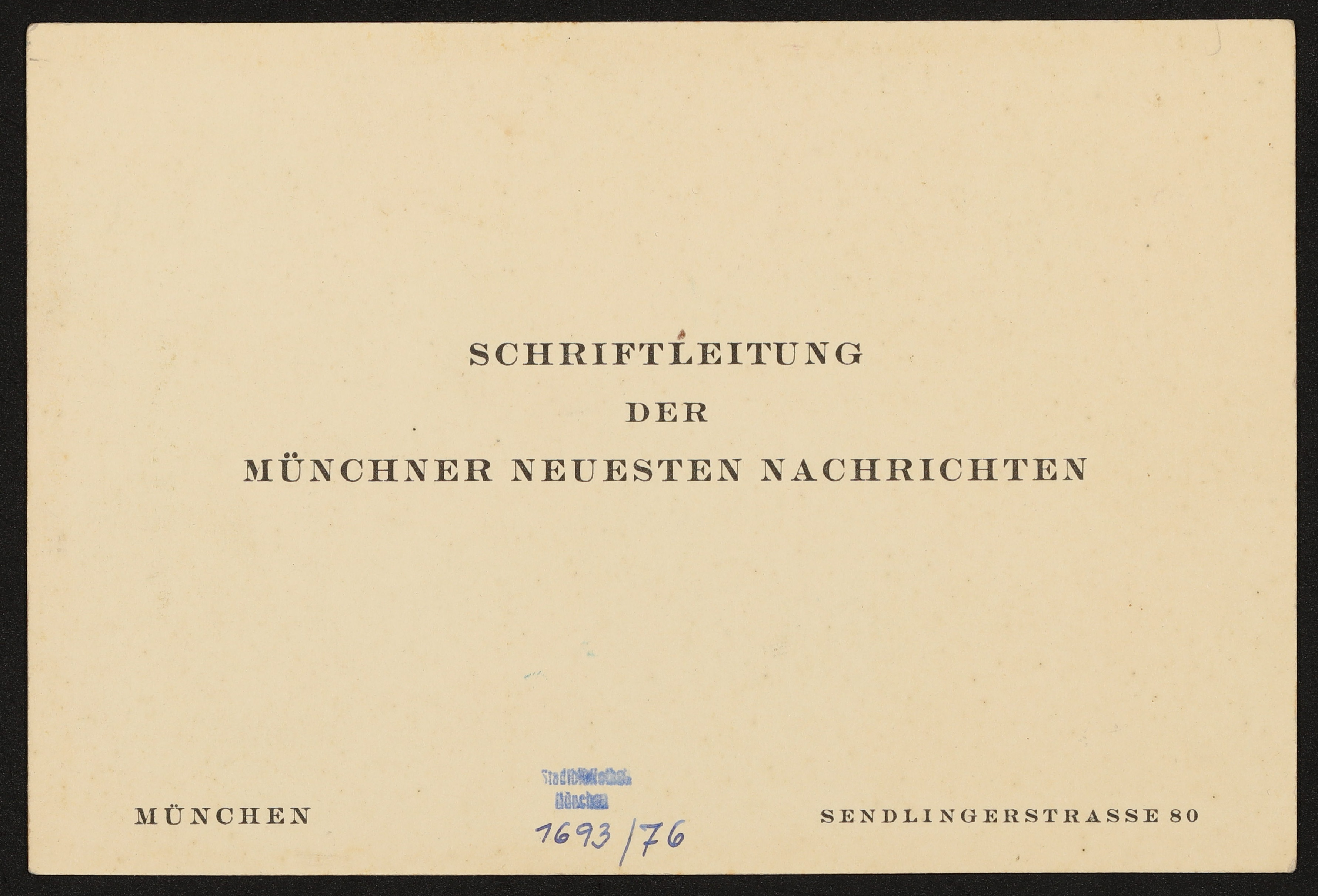
Schriftleitung der Münchner Neuesten Nachrichten zum Presseausweis von Magda Janssen
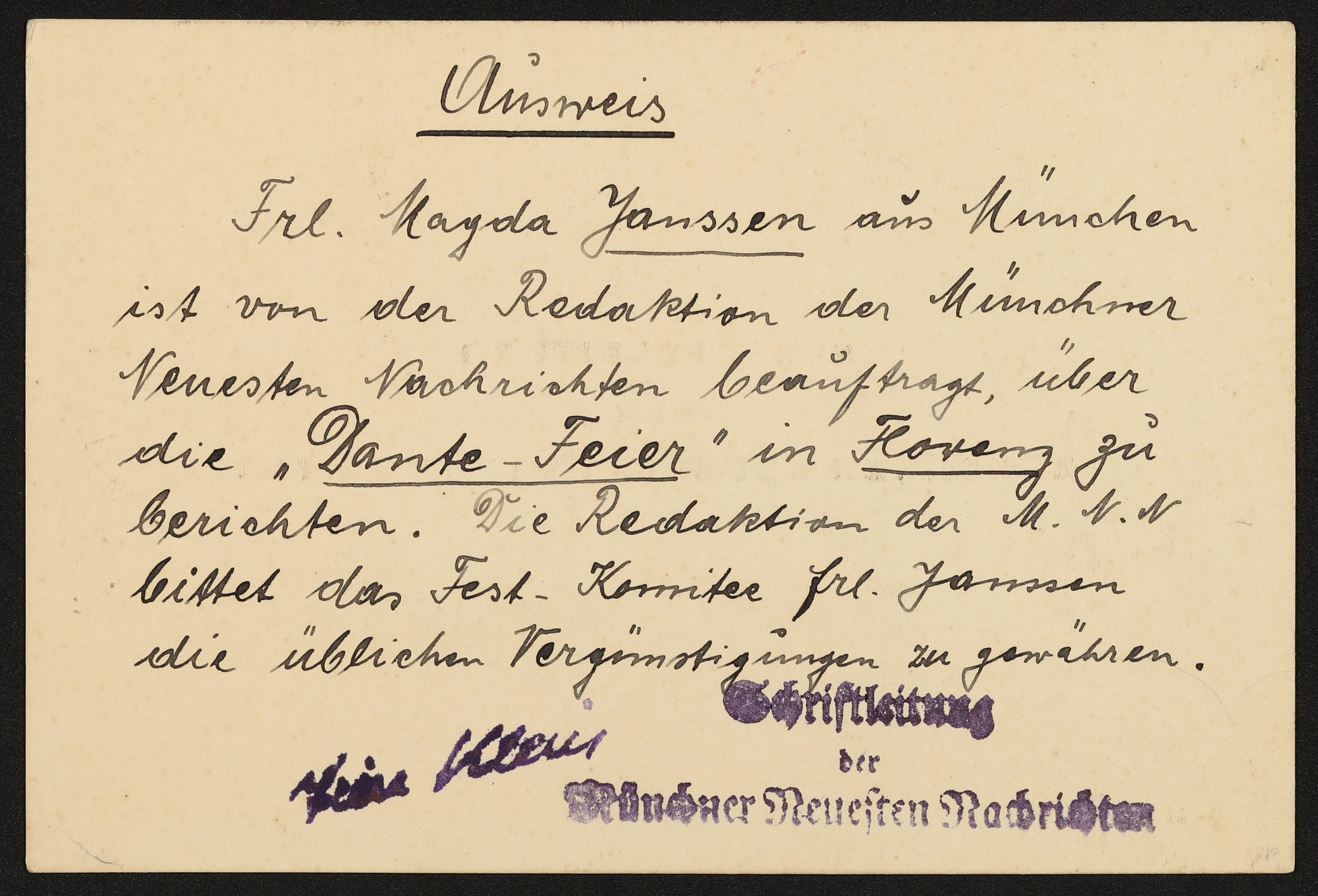
Presseausweis von Magda Janssen, Vorderseite

Magda Janssen starb am 23. April 1946 im Alter von 72 Jahren in Herrsching am Ammersee. Sie wurde auf dem dortigen Friedhof bestattet; ihr Grab ist nicht erhalten.
Ihr literarischer Nachlass sowie der ihrer Schwestern befinden sich heute in der Monacensia in München.

## Werke (Auswahl)
- Karl Henckell. Ein Dichterbild. Die Lese, München 1911.
- Der Brautgang. Ein kurzes Liebestrauerspiel. Duncker, Weimar 1912.

Übersetzungen:
- Voltaire: Die Jungfrau. Pantheon, Berlin 1920.
- Edmond und Jules de Goncourt: Frau von Pompadour. Rösl & Cie., München 1922.
- Émile Souvestre: Peronnik der Einfältige. Foyer Breton. Georg-Verlag, München 1922.
- Gaspara Stampa: Liebes-Sonette. Musarion-Verlag, München 1922.